# بیکر لیک، نوناووت
بیکر لیک (به انگلیسی: Baker Lake) یک منطقهٔ مسکونی در کانادا است که در نوناووت واقع شده‌است. بیکر لیک ۱۸۲٫۲۲ کیلومتر مربع مساحت و ۲٬۰۶۹ نفر جمعیت دارد و ۱۸ متر بالاتر از سطح دریا واقع شده‌است.